# 291 Alice
Alice è un asteroide della fascia principale del diametro medio di circa 14,97 km. Scoperto nel 1890, presenta un'orbita caratterizzata da un semiasse maggiore pari a 2,2215524 UA e da un'eccentricità di 0,0933587, inclinata di 1,85352° rispetto all'eclittica.
Stanti i suoi parametri orbitali, è considerato un membro della famiglia Flora di asteroidi.
Il nome fu scelto dallo scopritore, ma l'origine dello stesso è sconosciuta.